# Prix Une de Mai
Prix Une de Mai är ett travlopp för 2-åriga varmblodiga ston som körs på Vincennesbanan utanför Paris i Frankrike varje år. Det går av stapeln samma dag som Prix Emmanuel Margouty. Det är ett Grupp 2-lopp, det vill säga ett lopp av näst högsta internationella klass. Loppet körs över distansen 2700 meter. Förstapris är 54 000 euro, vilket gör loppet till det största tvååringsloppet i Frankrike för ston.

## Vinnare
| År   | Häst               | Efter              | Kusk                  | Tränare               | Tid    |
| ---- | ------------------ | ------------------ | --------------------- | --------------------- | ------ |
| 2024 | Monica Jisce       | Dollar Macker      | Éric Raffin           | Jocelyn Robert        | 1'16"0 |
| 2023 | Let Me Shine Gio   | Face Time Bourbon  | Matthieu Abrivard     | Sébastien Guarato     | 1'16"0 |
| 2022 | Kalamity d'Héripré | Un Mec d'Héripré   | Franck Nivard         | Fabrice Souloy        | 1'16"5 |
| 2021 | Jamaica Turbo      | Charly du Noyer    | François Lagadeuc     | Fabrice Souloy        | 1'13"3 |
| 2020 | Illusive Artist    | Prodigious         | Jean-Philippe Dubois  | Philippe Moulin       | 1'13"7 |
| 2019 | Havana d'Aurcy     | Royal Dream        | Jean-Michel Bazire    | Jean-Michel Bazire    | 1'13"7 |
| 2018 | Greenpeace         | Memphis du Rib     | Matthieu Abrivard     | Yves Boireau          | 1'14"2 |
| 2017 | Folelli            | Timoko             | Alexandre Abrivard    | Frédéric Prat         | 1'13"7 |
| 2016 | Erminig d'Oliverie | Scipion du Goutier | Franck Nivard         | Franck Leblanc        | 1'13"3 |
| 2015 | Don't Explain      | Prodigious         | Matthieu Abrivard     | Philippe Allaire      | 1'14"9 |
| 2014 | Classica du Ruel   | Scipion du Goutier | Franck Anne           | Franck Anne           | 1'13"7 |
| 2013 | Billie de Montfort | Jasmin de Flore    | Éric Raffin           | Sébastien Guarato     | 1'13"7 |
| 2012 | Anastasia Fella    | Goetmals Wood      | Matthieu Abrivard     | Fabrice Souloy        | 1'13"8 |
| 2011 | Vigogne du Boulay  | Défi d'Aunou       | Erwin Guiblais        | Jean-Michel Baudoin   | 1'15"4 |
| 2010 | Une Lady de Nappes | Love You           | Louis Baudron         | Louis Baudron         | 1'16"4 |
| 2009 | Tolérance          | Insert Gédé        | Matthieu Abrivard     | Thierry Duvaldestin   | 1'15"2 |
| 2008 | Sirène Boréale     | Goetmals Wood      | Jean-Michel Bazire    | Jean-Michel Baudoin   | 1'14"7 |
| 2007 | Return Money       | Corot              | Thierry Duvaldestin   | Thierry Duvaldestin   | 1'16"6 |
| 2006 | Qualita Bourbon    | Love You           | Jean-Pierre Dubois    | Jean-Pierre Dubois    | 1'16"9 |
| 2005 | Prétence           | Kaisy Dream        | Jean-Pierre Dubois    | Jean-Pierre Dubois    | 1'15"3 |
| 2004 | Orelady            | And Arifant        | Jean-Pierre Dubois    | Jean-Pierre Dubois    | 1'15"7 |
| 2003 | Nina Madrik        | In Love With You   | Jean-Michel Bazire    | Fabrice Souloy        | 1'16"9 |
| 2002 | Miska des Rondes   | Extreme Aunou      | Jean-Michel Bazire    | Fabrice Souloy        | 1'15"9 |
| 2001 | Léda d'Occagnes    | Cygnus d'Odyssée   | Dominik Locqueneux    | Pierre-Désiré Allaire | 1'18"2 |
| 2000 | Kiss Melody        | Extreme Dream      | Dominik Locqueneux    | Pierre-Désiré Allaire | 1'16"4 |
| 1999 | Java de Billeron   | Urf du Vast        | Pierre Blanc          | Pierre Clairy         | 1'16"3 |
| 1998 | Irina Scardrie     | Corot              | Thierry Duvaldestin   | Thierry Duvaldestin   | 1'19"8 |
| 1997 | Hialca Speed       | Big Prestige       | Franck Furet          | Pascal-André Geslin   | 1'18"5 |
| 1996 | Garda              | Sancho Pança       | Joël Hallais          | Joël Hallais          | 1'19"4 |
| 1995 | Fleur du Rib       | Sancho Pança       | Joël Hallais          | Joël Hallais          | 1'20"2 |
| 1994 | Étoile du Ganep    | Radjah de Talonay  | Philippe Verva        | Philippe Verva        | 1'18"  |
| 1993 | Do Wind            | Quoucky Williams   | Jean-Étienne Dubois   | Jean-Étienne Dubois   | 1'20"2 |
| 1992 | Corrida de Retz    | Képi Vert          | Michel-Marcel Gougeon | Richard-W. Denéchère  | 1'19"  |
| 1991 | Belga d'Avignère   | Hêtre Vert         | Marion Hue            | Marion Hue            | 1'21"7 |